# NGC 1449
NGC 1449 في الفهرس العام الجديد، هي مجرة، تقع في كوكبة النهر. اكتشفت في 9 أكتوبر 1864 بواسطة هاينريش لويس دريست.

## روابط خارجية
- NGC 1449 على موقع ويكي سكاي: DSS2, SDSS, GALEX, IRAS, Hydrogen α, X-Ray, Astrophoto, Sky Map, Articles and images